# Какрибашево
Какриба́шево (рос. Какрыбашево, башк. Кәкребаш) — село у складі Туймазинського району Башкортостану, Росія. Адміністративний центр Какрибашевської сільської ради.
Населення — 774 особи (2010; 594 у 2002).
Національний склад:
- башкири — 64 %
- татари — 30 %